# 南京地铁7号线
南京地铁7号线是南京地铁运营中的一条主城南北向线路，全长35.7km，共设站27座。线路于2022、2023、2024年分三次开通，最终全线于2024年12月28日下午13点30分贯通运营。
南京地铁7号线线路标识色为 Pantone 375C 。
7号线沿途经过尧化门、丁家庄、下关、河西、西善桥等重要片区，被定位为南京东北—西南向的大运量局域线。

## 线路概况
南京地铁7号线北起仙新路站，向西南沿尧佳路、尖山路、寅春路，转向丁家庄货场编组站东侧，向西经栖霞大道、幕府路，向西南折向钟阜路、福建路，向南经虎踞路在汉中门附近下穿秦淮河进入河西地区后下穿秦淮新河，止于西善桥站。
线路全长约35.7km，全部为地下线，设站27座，含换乘站13座，全线均采用地下敷设方式，最大站间距2164m，为西善桥站至螺塘街站区间；最小站间距636m，为螺塘街站至高庙路站区间。在线路起点设西善桥停车场1处，在线路终点南京东编组站附近设马家园车辆段。利用2号线所街主变电所和3号线滨江路主变电所，不再新建。控制中心设于灵山，与4号线等7条线共用。
规划中，7号线的营业时间为5:00～23:00，其中小交路（西善桥-丁家庄）在6:00～10:00和16:00～20:00之间开行。
南京地铁7号线已于2017年11月29日正式开工，截至2021年6月，已有26座车站进入主体结构施工阶段。
由于线路自西北向东南穿过南京老城区，故7号线受拆迁进度等影响，工程进度不一，南、北两端进度较快，中段进度较慢。中段草场门站施工需拆迁邻近的南京艺术学院学生宿舍，未与校方谈妥，使该站点3年未实质性动工；大士茶亭站在2022年年中又发生塌陷事故需进行修复工作，影响全线贯通进度。同时，受清凉山附近地底硬岩等不利因素影响，截至2023年9月，清凉山站站体（南、北基坑之间的暗挖段，南基坑）仍在开挖中，尚未封顶；而临近的清凉山～草场门盾构区间也延期至2023年7月才得以贯通。这三个站点导致中段（幕府西路～应天大街）无法与其他路段同步完工、同步开通。这些因素使7号线成为南京地铁历史上第一条分段开通的地铁，也是目前唯一分三段开通的地铁线路。北段区间为仙新路站至幕府西路站，中段区间为钟阜路站至南湖站，南段区间为应天大街站至西善桥站，其中北段已于2022年12月28日开通，南段则于2023年12月28日开通，而进度最晚的中段于2024年9月12日开始不载客试运行，于2024年12月28日开通。
截至2024年12月31日，南京地铁7号线最大日客流量为29.9万，为2024年12月31日创下。（当日延时运营，含跨年后结束运营前的客流）南京地铁7号线运行初期全日开行列车210对；近期全日开行列车240对；远期全日开行列车284对。大交路从西善桥站到仙新路站，单趟运营时间为72分钟，小交路从西善桥站到丁家庄站。根据客流预测结果，南京地铁7号线初期、近期、远期日均客运量分别为49.1、73.2、96.3万人次，高峰小时单向最大断面流量分别为2.28、2.74、3.47万人次。

## 线路站点
| 南京地铁7号线车站列表 | 南京地铁7号线车站列表 | 南京地铁7号线车站列表       | 南京地铁7号线车站列表    | 南京地铁7号线车站列表    | 南京地铁7号线车站列表 | 南京地铁7号线车站列表 | 南京地铁7号线车站列表 | 南京地铁7号线车站列表 | 南京地铁7号线车站列表 | 南京地铁7号线车站列表 | 南京地铁7号线车站列表 |
| 站名                  | 站距                  | 位置                        | 换乘                     | 车站形式                 | 往仙新路              | 往仙新路              | 往仙新路              | 往西善桥              | 往西善桥              | 往西善桥              |                       |
| --------------------- | --------------------- | --------------------------- | ------------------------ | ------------------------ | --------------------- | --------------------- | --------------------- | --------------------- | --------------------- | --------------------- | --------------------- |
| 站名                  | 站距                  | 位置                        | 换乘                     | 车站形式                 | 首班车                | 末班车                | 末班车 （周五、周六） | 首班车                | 末班车                | 末班车 （周五、周六） |                       |
| 仙新路                | --                    | 尧佳路—仙新路               | █ 8号线规划 █ 14号线规划 | 地下二层岛式             | ——                    | ——                    | ——                    | 6:00                  | 23:00                 | 23:30                 |                       |
| 尧化门                | 834                   | 尧佳路-尧化六号路           |                          | 地下二层岛式             | 6:20                  | 23:59                 | 0:29                  | 6:01                  | 23:01                 | 23:31                 |                       |
| 尧化新村              | 1402                  | 尧佳路-尧新大道             |                          | 地下二层岛式             | 6:18                  | 23:57                 | 0:27                  | 6:04                  | 23:04                 | 23:34                 |                       |
| 丁家庄南              | 1765                  | 尖山南路                    |                          | 地下二层岛式             | 6:15                  | 23:54                 | 0:24                  | 6:06                  | 23:06                 | 23:36                 |                       |
| 丁家庄                | 1230                  | 寅春路-福寿街               |                          | 地下二层岛式             | 6:13                  | 23:42                 | 0:22                  | 6:09                  | 23:09                 | 23:39                 |                       |
| 万寿                  | 2002                  | 栖霞大道-经五路             | █ 6号线在建              | 地下三层岛式             | 6:10                  | 23:49                 | 0:19                  | 6:12                  | 23:12                 | 23:42                 |                       |
| 晓庄                  | 1405                  | 晓庄广场                    | █ 1号线                  | 地下二层岛式             | 6:08                  | 23:47                 | 0:17                  | 6:14                  | 23:14                 | 23:44                 |                       |
| 幕府山                | 1996                  | 幕府东路-黄家圩路           |                          | 地下二层岛式             | 6:05                  | 23:44                 | 0:14                  | 6:17                  | 23:17                 | 23:47                 |                       |
| 五塘广场              | 2048                  | 幕府路-中央北路路口         | █ 3号线                  | 地下二层岛式             | 6:02                  | 23:41                 | 0:11                  | 6:20                  | 23:20                 | 23:50                 |                       |
| 幕府西路              | 821                   | 金域中央小区附近            |                          | 地下二层侧岛（一岛一侧） | 6:00                  | 23:09                 | 0:09                  | 6:22                  | 23:22                 | 23:52                 |                       |
| 钟阜路                | 1673                  | 建宁路-钟阜路               | █ 9号线在建              | 地下三层岛式             | 6:36                  | 23:36                 | 0:06                  | 6:25                  | 23:25                 | 23:55                 |                       |
| 福建路                | 1780                  | 福建路-中山北路             | █ 5号线                  | 地下三层岛式             | 6:34                  | 23:34                 | 0:04                  | 6:27                  | 23:27                 | 23:57                 |                       |
| 古平岗                | 1174                  | 古平岗立交                  |                          | 地下二层岛式             | 6:31                  | 23:31                 | 0:01次日              | 6:30                  | 23:30                 | 0:00次日              |                       |
| 草场门                | 1167                  | 虎踞路-北京西路             | █ 4号线                  | 地下二层岛式             | 6:29                  | 23:29                 | 23:59                 | 6:32                  | 23:32                 | 0:02                  |                       |
| 清凉山                | 1526                  | 广州路-虎踞路               | █ 13号线规划             | 地下七层暗挖岛式         | 6:26                  | 23:26                 | 23:56                 | 6:35                  | 23:35                 | 0:05                  |                       |
| 莫愁湖                | 1289                  | 南湖路                      | █ 2号线                  | 地下三层岛式             | 6:24                  | 23:24                 | 23:54                 | 6:37                  | 23:37                 | 0:07                  |                       |
| 大士茶亭              | 699                   | 水西门大街南侧-南湖派出所   |                          | 地下二层岛式             | 6:22                  | 23:22                 | 23:52                 | 6:39                  | 23:39                 | 0:09                  |                       |
| 南湖                  | 911                   | 集庆门大街南侧-省第二中医院 |                          | 地下二层岛式             | 6:20                  | 23:20                 | 23:50                 | 6:40                  | 23:40                 | 0:10                  |                       |
| 应天大街              | 924                   | 南湖路-应天大街             |                          | 地下二层岛式             | 6:18                  | 23:18                 | 23:48                 | 6:00                  | 23:42                 | 0:12                  |                       |
| 梦都大街东            | 1591                  | 梦都大街-泰山路             |                          | 地下二层岛式             | 6:16                  | 23:16                 | 23:46                 | 6:03                  | 23:45                 | 0:15                  |                       |
| 新城科技园            | 1161                  | 奥体大街-泰山路             |                          | 地下二层岛式             | 6:14                  | 23:14                 | 23:44                 | 6:05                  | 23:48                 | 0:18                  |                       |
| 中胜                  | 979                   | 泰山路-河西大街             | █ 10号线                 | 地下三层岛式             | 6:12                  | 23:12                 | 23:42                 | 6:07                  | 23:50                 | 0:20                  |                       |
| 嘉陵江东街            | 583                   | 雨润大街-泰山路             |                          | 地下二层岛式             | 6:09                  | 23:09                 | 23:39                 | 6:09                  | 23:52                 | 0:22                  |                       |
| 永初路                | 1755                  |                             | █ S3号线                 | 地下三层岛式             | 6:07                  | 23:07                 | 23:37                 | 6:12                  | 23:55                 | 0:25                  |                       |
| 太清路                | 1360                  |                             |                          | 地下二层岛式             | 6:04                  | 23:04                 | 23:34                 | 6:14                  | 23:57                 | 0:27                  |                       |
| 螺塘路                | 595                   |                             | █ 2号线                  | 地下三层岛式             | 6:03                  | 23:03                 | 23:33                 | 6:16                  | 23:59                 | 0:29                  |                       |
| 西善桥                | 2052                  | 西善桥南路                  | █ S2号线在建             | 地下二层岛式             | 6:00                  | 23:00                 | 23:30                 | ——                    | ——                    | ——                    |                       |

## 线路设计
南京地铁7号线全线以“遇见南京，不7而遇”为设计主题，运用新型材料与大块色彩展示出其独有的辨识度，并巧妙地将功能与艺术融合，营造出具有“体验、寻找、发现”的浓郁探索氛围，旨在打造一条不仅具有南京地域性、还蕴含丰富故事性的人文线路。
全线设置“科技橙”、“山水青”、“宜居兰”、“活力黄”作为主题色，并创新使用线路数字“7”作为装饰元素，经过艺术化处理运用到墙、顶、地等细节之中。
以下为特色车站及其主题：
- 丁家庄站吊顶以周边的路网规划进行抽象提取
- 草场门站设计主题以“星光”为设计核心
- 清凉山站以“铜色龙鳞造型”为设计灵感
- 莫愁湖站以莫愁湖面的波光作为设计意境
- 永初路站以香槟金与线路色的撞色作为空间主基调

## 车辆
- 厂商型号：南京地铁PM156型地铁列车
- 制造厂商： 中国 中车南京浦镇车辆有限公司
- 车辆外观：列车为鼓型车，造型沿用南京地铁其他B型车线路外观。列车主色调为橄榄绿色，比3号线涂装颜色更深。
- 车体材质：铝合金车体
- 列车编组：6节B型车（4M2T，Tc+Mp+M+M+Mp+Tc）
- 供电制式：架空接触网供电 DC1500V
- 最高速度：80 km/h
- 电气牵引系统：上海阿尔斯通交通电气制 OptONIX 1500 系列 IGBT-VVVF + 西安阿尔斯通永济电机制 4ECA-2120-O 型鼠笼式三相异步交流牵引电动机
- 制动系统：克诺尔 EP2002 制动控制单元
- 转向架：中车南京浦镇车辆制 PW80E-Ⅱ 型无摇枕式空气弹簧转向架
- 车辆总数：53列（318辆）
- 该列车采用全自动驾驶（UTO）技术，这也是南京地铁首次引入该技术，所有列车不设驾驶室，乘客在车厢两头可以欣赏到地铁隧道全貌[13]，同时增加IPH乘客可视化紧急呼叫、消防报警联动、防撞防脱轨等一系列创新技术[14]。

- 位于中车南京浦镇车辆生产基地内试车的7号线列车
- 7号线列车内饰
- 7号线列车驾驶室，无人值守
- 车门上方的LED走字屏

## 大事记
- 2015年5月5日，国家发改委批复《南京市城市轨道交通第二期建设规划（2015～2020年）》，同意7号线正式立项。
- 2016年4月，7号线项目第一次环评公示。[15]
- 2016年7月25日，7号线项目第二次环评公示。在站点设置方面，也由最初的26个站点更改为现在的27个站点，取消了原有的沿河街站，增设省第二中医院与南湖路站。同时对莫愁湖站的站位进行了调整。[4]
- 2017年4月，螺塘路站作为7号线实验性站点率先开工。[16]
- 2017年11月29日，7号线全线开工[7]。
- 2018年8月11日，7号线首台盾构始发。[17]
- 2018年12月30日，螺塘路站至西善桥站盾构始发。[18]
- 2019年1月14日，7号线首个盾构区间（螺塘路-高庙路区间）贯通。
- 2019年12月，草场门站开始围挡施工。
- 2020年6月6日，7号线安装装修启动仪式开幕，标志着7号线正式进入装修阶段。[19]
- 2020年9月，7号线首列车在浦镇厂下线调试。
- 2020年12月17日，马家园车辆段出入段线至仙新路车站左线盾构区间首板道床浇筑完成，标志着7号线无轨化铺轨试验成功，这也是在全国范围内地铁建设首次真正完全实现全工序无轨化作业。[20]
- 2021年3月，西善桥停车场主体结构完工。
- 2021年5月，丁家庄到丁家庄南站间双向区间贯通，7号线北段（幕府西路站至仙新路站）隧道全线洞通。
- 2021年8月12日，草场门站首根围护桩顺利开钻，标志着7号线实现全节点开工，项目部车站主体工程拆迁工作全部结束。
- 2021年9月8日，7号线北段（幕府西路站至马家园车辆段区间）全线轨通。[21]
- 2021年11月底，地铁7号线北段（幕府西路-仙新路）实现电通，即将开始试运行。
- 2022年3月12日，马家园车辆段至五塘广场站区间完成冷热滑试验。[22]
- 2022年8月12日，7号线北段开始不载客试运行。[23]
- 2022年12月20日，7号线北段与1号线北延段一起通过竣工验收。[24]
- 2022年12月26日至28日，7号线南段（停车场至应天大街站）完成冷热滑试验。
- 2022年12月28日，7号线北段与1号线北延段同步开通运营。[1]
- 2023年8月11日，地铁7号线南段通过项目验收，并开始试运行。[25]
- 2023年12月22日，地铁7号线南段通过初期运营前安全评估。[26]
- 2023年12月28日，7号线南段正式开通运营。[5]
- 2024年7月10日，为配合7号线中段接入既有开通路段，7号线北段和南段均暂停运营，于8月18日恢复。[27]
- 2024年9月10日，7号线中段工程通过项目验收。[28]
- 2024年9月12日，7号线中段开始不载客试运行。[29]
- 2024年12月17日，7号线中段顺利通过竣工验收。预计即将或已经通过试运营前条件评审。
- 2024年12月28日，7号线中段正式开通运营，标志着全线开通运营。[2]

## 事故
- 2020年12月7日，7号线福建路站东端头基坑南侧围挡外地面出现局部坍塌。路面坍塌深度在1米左右，初步分析原因为基坑渗漏水。目前已经进行混凝土回填，暂无异常。[30]

- 2022年10月16日，7号线莫愁湖站至大士茶亭站区间盾构接收钢套筒拆除时突发渗漏；10月20日11时45分，周边一幢居民已撤离的6层楼房倾斜加剧，随时有倒塌风险，最终该房屋被实施拆除紧急消险。受此事故影响，大士茶亭站周围的道路被封控，周边的莫愁湖公园临时闭园。[31]

- 2024年5月12日16时30分许，南京市广州路与虎踞路路口，在建清凉山站地铁工地发生火情，施工单位立即启动应急预案，消防救援部门迅速赶到现场开展灭火救援。17时45分，现场灭火搜救结束，无人员伤亡。经初步调查，失火原因系电焊作业火星引起。[32]